# The Jelly Roll Blues
Pour les articles homonymes, voir Blues (homonymie).
Clip vidéo
[vidéo] « Original Jelly Roll Blues - Jelly Roll Morton (piano solo - 1924) », sur YouTube
[vidéo] « Original Jelly Roll Blues - Jelly Roll Morton's Red Hot Peppers (1926) », sur YouTube
The Jelly Roll Blues ou Original Jelly Roll Blues (Le blues de Jelly Roll, en anglais) est une composition de early jazz, de jazz Nouvelle-Orléans et de jazz blues du jazzman américain Jelly Roll Morton, avec des partitions publiées en 1915 et enregistrées en disque 78 tours à partir de 1923 chez Edison Records.

## Historique

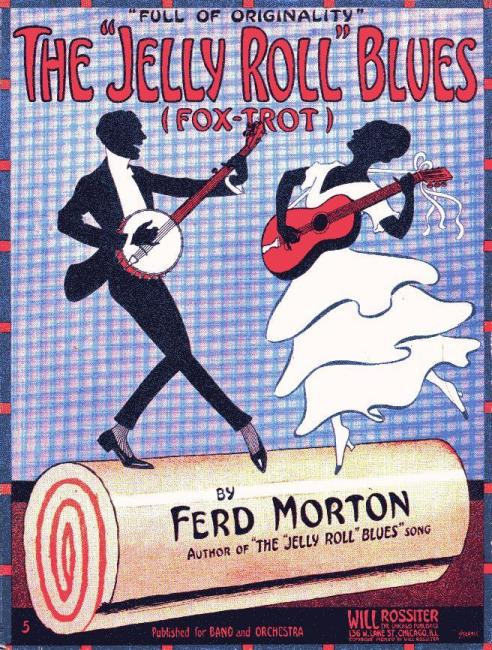
Partitions Will Rossiter de Chicago (1915).

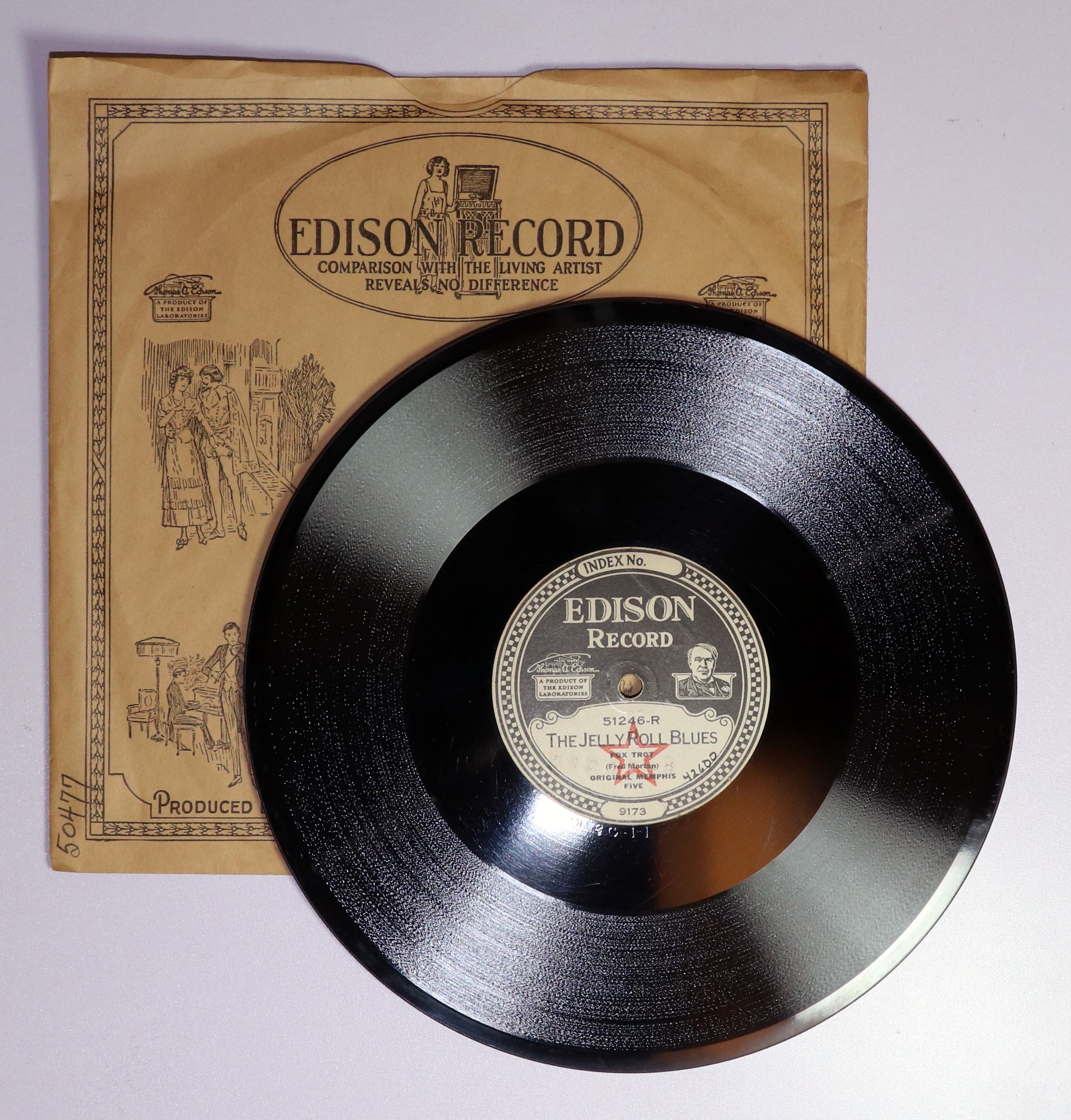
Version The Original Memphis Five de Edison Records (1923).

Jelly Roll Morton naît en 1890 à La Nouvelle-Orléans en Louisiane, en même temps que l'histoire du jazz, dont il fait partie des fondateurs.
Il commence sa carrière de jazzman prolifique à succès à l'âge de 15 ans, en 1905, à La Nouvelle-Orléans, pour devenir rapidement célèbre en composant un de ses premiers grands succès « Le blues de Jelly Roll » avec ce mélange de early jazz, de jazz Nouvelle-Orléans, de jazz blues et de piano stride. Il publie les partitions chez l'éditeur Will Rossiter de Chicago en 1915 (une des premières et des plus anciennes connues de l'histoire du jazz) puis il l'enregistre avec succès sous divers variantes à divers reprises, en version ragtime de rouleau de piano pneumatique de piano mécanique, puis en disque 78 tours de gramophone et de juke-box.
Le titre est enregistré entre autres par The Original Memphis Five (en) chez Edison Records de New York en 1923. Jelly Roll Morton l'enregistre personnellement une première fois au piano stride en solo chez Gennett Records (en) de Richmond dans l'Indiana en 1924 (sous son surnom Ferd Morton), puis avec son orchestre Red Hot Peppers (en) chez Victor Talking Machine Company en 1926, deux ans plus tard, sous le titre « Original Jelly-Roll Blues »...

## Reprises et adaptations
Ce titre emblématique de early jazz est réédité entre autres sur la compilation Jelly Roll Morton: The Complete Library of Congress Recordings (en) (2005), et repris entre autres par Sidney Bechet (1952), ou encore Louis Armstrong (1960)...